# جيريمي توليان
جيريمي تولجان (بالألمانية: Jeremy Toljan)‏ ولد 8 أغسطس 1994 في مدينة شتوتغارت ، ألمانيا
وهو لاعب كرة قدم ألماني.

## وصلات خارجية
- جيريمي توليان على موقع قاعدة بيانات كرة القدم.إي يو (الإنجليزية)
- جيريمي توليان على موقع بيانات كرة القدم. دي إي (الألمانية)
- جيريمي توليان على موقع Soccerway.com (الإنجليزية)
- جيريمي توليان على موقع عالم كرة القدم.نت (الإنجليزية)
- جيريمي توليان على موقع أوليمبيديا (الإنجليزية)
- جيريمي توليان على موقع اللجنة الأولمبية الألمانية (الألمانية)
- جيريمي توليان على موقع AS.com (الإسبانية)

- جيريمي توليان على موقع سبورتس رفرنس (Olympic results) (الإنجليزية)

- جيريمي توليان على موقع (Transfermarkt player) (الإنجليزية)
- جيريمي توليان على موقع WorldFootball.net (الإنجليزية)
- جيريمي توليان على موقع Scoresway.com (الإنجليزية)
- جيريمي توليان على موقع Fussballdaten.de (الألمانية)
- جيريمي توليان على موقع AS.com (الإسبانية)